# ANS TV
ANS TV（亦名为ANS独立广播媒体公司）是阿塞拜疆的一家电视频道，由ANS集团所有，1992年3月9日建立，它的名称是阿塞拜疆新闻服务（Azerbaijani News Service）的缩写。ANS是前苏联国家中的第一家私营独立电视公司。
ANS成立早期，前苏联国家的领土上正发生不少战争。ANS TV以播报来自车臣、格鲁吉亚、奥塞梯、卡拉巴赫、阿富汗、印古什前线的消息而提升了影响力，其中频繁的引用了西方媒体的报道。